# Rete tranviaria di Debrecen
La rete tranviaria di Debrecen è la rete tranviaria che serve la città ungherese di Debrecen, composta da due linee.